# Guzmania pearcei
Espèce
Guzmania pearcei est une espèce de la famille des Bromeliaceae.

## Description
Guzmania pearcei est constitué d'une tige jusqu'à 1 mde long, 2 mm de diamètre. Les feuilles mesurent jusqu'à 22 cm de long, Les gaines sont densément imbriquées, ovales, de 25 mm de long, brun-lépidote appliqué devenant glabre, les lames sont linéaires, filiformes-acuminées, plates, de 2-4 mm de large. Scape distinct ; le scape-bractées elliptiques, rouges avec des lames vertes. Les inflorescences sont simples, en involucrée ; les bractées sont externes et florales largement elliptiques, dépassant de beaucoup les sépales, rouges.de 35-55 mm de long, hauts-connus dans un tube mince, les lobes libres largement ovales, jaunes ; pétales dépassant largement les sépales, verts.

## Répartition et Habitat
L'aire de répartition indigène de cette espèce s'étend du Costa Rica à l'Équateur. Elle pousse principalement dans le biome tropical humide.

## Systématique
Le nom correct complet (avec auteur) de ce taxon est Guzmania pearcei (Baker) L.B.Sm..
L'espèce a été initialement classée dans le genre Sodiroa sous le basionyme Sodiroa pearcei Baker.
Guzmania pearcei a pour synonymes :
- Guzmania obtusiloba L.B.Sm.
- Guzmania sneidernii L.B.Sm.
- Sodiroa andreana Wittm.
- Sodiroa pearcei Baker

### Étymologie
Le nom générique Guzmania est dédié à Anastasio Guzman pharmacien.